# シーイーグル (ミサイル)
シーイーグル（英語: Sea Eagle）は、BAeダイナミクスが開発した空対艦ミサイル（ASM）。1992年度の単価は75万ドル、1994年度までの調達数は860発。

## 概要
BAeダイナミクスの前身の一つであるホーカー・シドレー社は、フランスのマトラ社と共同でマーテル・ミサイルを開発し、イギリス軍では、パッシブ・レーダーホーミング（PRH）誘導版のAJ.168対レーダーミサイルと画像（TV）誘導版のAS.37空対地ミサイルを装備化していた。本機はこれらの後継として開発されたもので、1979年8月に開発契約が発表され、1981年より試射を開始した。
基本的には、マーテルをもとにミサイルの誘導方式とエンジンを変更して改設計した発展型となっている。マーテルでは固体燃料ロケット推進であったのに対し、本機ではミクロチュルボのTRI-60ターボジェットエンジンが採用された。これによって射程は大幅に延伸され、当初は「クルーズ・マーテル」と称されていた。誘導方式は、中間航程では慣性誘導（INS）、終末航程ではアクティブ・レーダー・ホーミング（ARH）とされて、ファイア・アンド・フォーゲットに対応した。一群の目標の中から、事前に入力したレーダー反射パターンに従って、特定の目標を攻撃することができる。また電子防護能力に優れ、電波妨害源追尾機能を備えていると考えられている。
本機は、通常のモードのほか、水線直上に命中させることができる。なお弾頭の前面は、浅い入射角で目標に命中した場合にも貫徹力を確保できるように、浅い凹角が付されている。この弾頭はもともと、潜水艦発射型マーテル（Under-Sea Guided Weapon）のためにRARDE（Royal Armament Research and Development Establishment）が開発したものの、潜水艦発射型マーテルの計画そのものが断念されたために棚上げとなっていたものであった。

## 運用国と搭載機

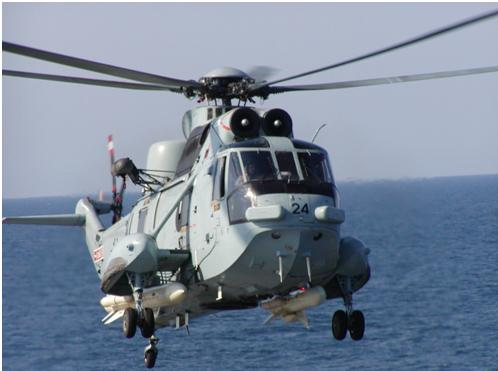
シーイーグル2発を搭載したインド海軍のシーキング Mk.42B

- イギリス海軍
  - BAe シーハリアー
- イギリス空軍
  - ブラックバーン バッカニア
  - トーネード IDS
- インド海軍
  - BAe シーハリアーFRS.51
  - ウェストランド シーキング
- インド空軍
  - SEPECAT ジャギュアIM
- サウジアラビア海軍
  - トーネード IDS